# Arly
L'Arly és un riu francès, que neix a Megève i és afluent de l'Isèra, al qual s'ajunta a Albertville. Flueix pels Departaments de l'Alta Savoia i la Savoia i té 32.06 km de llargada.
En el seu curs es troben les Gorges de l'Arly que es poden visitar, ja que hi passa la RN 212.

## Municipis per on flueix
Municipis per on flueix L'Arly.
Megève ~ Praz-sur-Arly ~ Flumet ~ Saint-Nicolas-la-Chapelle ~ Crest-Voland ~ Héry-sur-Ugine ~ Cohennoz ~ Ugine ~ Marthod ~ Albertville.